# Subotická radnice

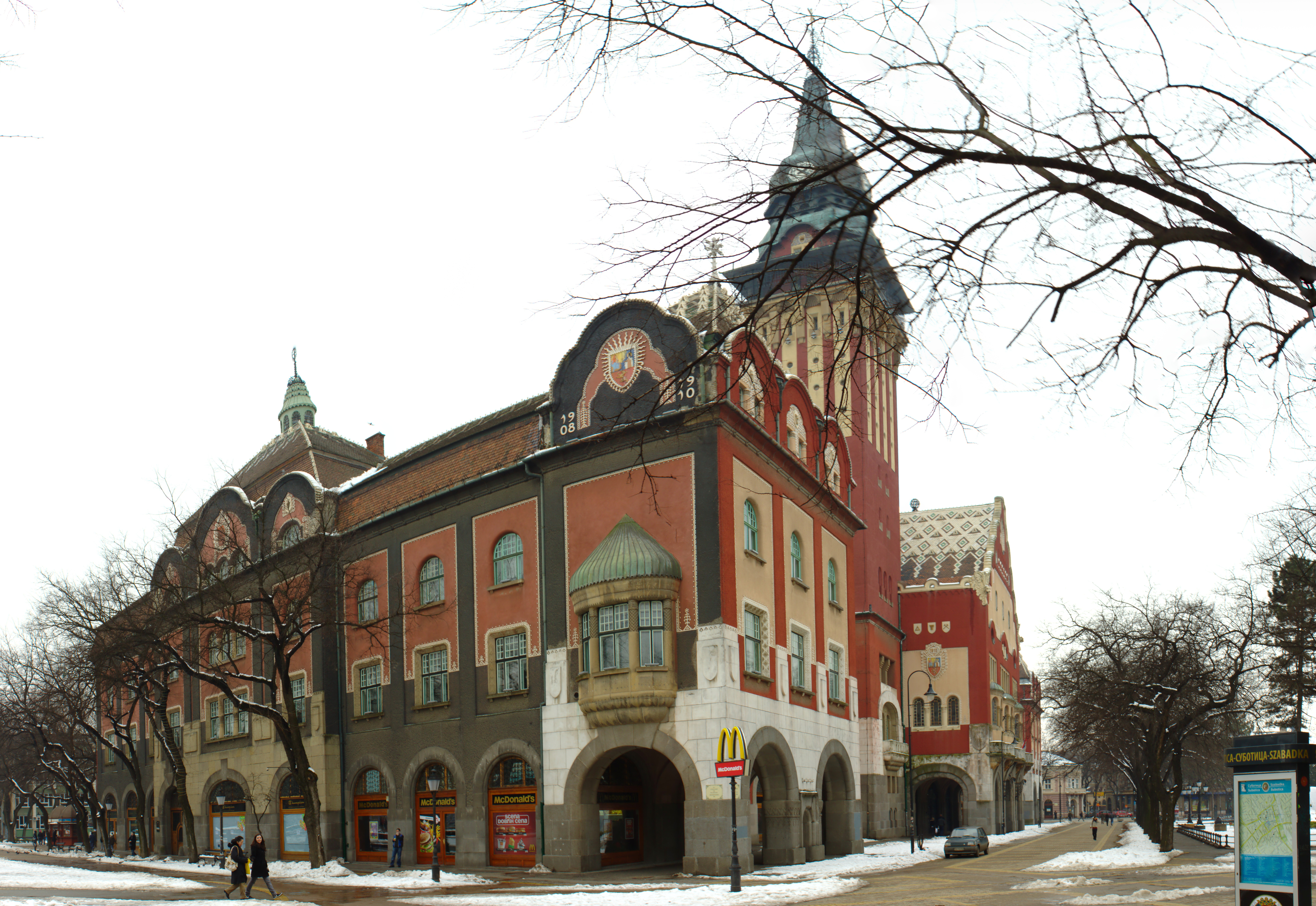
Panoramatický pohled na budovu radnice

Subotická radnice (maďarsky Szabadkai városháza, srbsky Градска кућа (у Суботици)/Gradska kuća (u Subotici)) je dominantní budova v severosrbském vojvodinském městě Subotica. Je největší ve městě. Nachází se na náměstí Jovana Nenada v centru města.
Spolu s tzv. Raichelovým palácem je budova radnice nejnápadnější ukázkou tzv. maďarské secese na území města Subotica. O nahrazení původní budovy radnice se začalo v Subotici, která byla na počátku 20. století součástí Rakousko-Uherska, diskutovat v roce 1906. Na přelomu 19. a 20. století procházelo Uhersko velkým ekonomickým i stavebním rozvojem a původní budova z roku 1828 se již nezdála dostatečně reprezentativní. Hlavním iniciátorem výstavby nového sídla městské správy byl tehdejší starosta města Károly Bíró. O dva roky později začala výstavba a v roce 1910 byla budova dokončena. Oficiálně se však městská správa do svého nového sídla nastěhovala až v roce 1912, po dokončení finalizačních prací na interiéru stavby. Slavnostní otevření radnice se konalo 15. září 1912.
Budova subotické radnice byla vystavěna podle návrhu uherských architektů Marcella Komora a Dezső Jakaba. Věž je vysoká 76 m a radnice je 55 m široká a 105 m dlouhá. V roce 2007 zařadil časopis Politikin zabavnik subotickou radnici mezi tzv. Sedm srbských divů.